# Ludwig Zahn
Ludwig Zahn (* 9. Februar 1903 in München; † 9. Juli 1976 ebenda) war ein deutscher Kameramann.

## Leben und Wirken
Zahn begann nach dem Abschluss der Realschule 1918 eine Tätigkeit als Aufnahme-Operateur in München. Anfang der 1930er Jahre wurde er Chefkameramann und drehte in den folgenden Jahren mehrere Inszenierungen von Carl Lamac. Er war auch an den tendenziösen Stoffen Ludwig Schmid-Wildys Stoßtrupp 1917 und Um das Menschenrecht beteiligt.
1935 filmte er in Österreich und Ende des Jahres in Spanien, wo er vom Ausbruch des Bürgerkrieges überrascht wurde. In späteren Jahren arbeitete er vorwiegend als Dokumentarfilmer der Produktionsfirma Arnold & Richter.

## Filmografie
- 1922: Sterbende Völker (2 Teile)
- 1923: Um Recht und Liebe
- 1926: Der Pflanzendoktor
- 1932: Hitler-Jugend in den Bergen
- 1932: Fürst Seppl
- 1933: Der sündige Hof
- 1934: So ein Theater!
- 1934: Der verhexte Scheinwerfer
- 1934: Stoßtrupp 1917
- 1934: Schach der Eva
- 1934: Klein Dorrit
- 1934: Um das Menschenrecht
- 1935: Knock out
- 1935: Er weiß was er will
- 1935: Im weißen Rößl
- 1936: Currito de la Cruz
- 1939: Fallschirmjäger
- 1940: Der rettende Engel
- 1953: Schönes Schweizerland
- 1953: Lachkabinett
- 1954: Schönes Alpenland
- 1959: Zauber der Dolomiten